# Henry Wingo
Henry Wingo (Seattle, 4 ottobre 1995) è un calciatore statunitense, centrocampista del Toronto FC.

## Carriera
Inizia a giocare nell'Emerald City Soccer Club, squadra satellite dell'Accademia dei Seattle Sounders.
Il 18 gennaio 2017 firma il suo primo contratto da professionista con i Seattle Sounders e viene girato in prestito ai Sounders 2, la squadra satellite, militanti nel campionato di USL con i quali colleziona 12 presenze e due reti.
Il 4 marzo debutta in MLS nel match d'esordio del campionato, subentrando a partita in corso contro gli Houston Dynamo.
Il 23 febbraio 2018 gioca la prima partita da titolare e la prima in Champions League, nella partita di andata degli ottavi di finale contro il Santa Tecla, partita persa 2-1 ma poi ribaltata 4-0 al ritorno dove Wingo gioca gli ultimi scampoli di partita.
Il 12 agosto 2019 firma un contratto di anni e mezzo per i norvegesi del Molde.
Il 18 febbraio 2021 viene acquistato dagli ungheresi del Ferencváros.

## Statistiche

### Presenze e reti nei club
Statistiche aggiornate al 5 ottobre 2024.
| Stagione                | Squadra                 | Campionato              | Campionato | Campionato | Coppe nazionali | Coppe nazionali | Coppe nazionali | Coppe continentali | Coppe continentali | Coppe continentali | Altre coppe | Altre coppe | Altre coppe | Totale | Totale | Totale |
| Stagione                | Squadra                 | Comp                    | Pres       | Reti       | Comp            | Pres            | Reti            | Comp               | Pres               | Reti               | Comp        | Pres        | Reti        | Pres   | Reti   |        |
| ----------------------- | ----------------------- | ----------------------- | ---------- | ---------- | --------------- | --------------- | --------------- | ------------------ | ------------------ | ------------------ | ----------- | ----------- | ----------- | ------ | ------ | ------ |
| 2015                    | Puget Sound Gunners     | USL2                    | 2          | 0          | USOC            | 1               | 0               | -                  | -                  | -                  | -           | -           | -           | 3      | 0      |        |
| 2017                    | Tacoma Defiance         | USLC                    | 12         | 2          | -               | -               | -               | -                  | -                  | -                  | -           | -           | -           | 12     | 2      |        |
| 2018                    | Tacoma Defiance         | USLC                    | 12         | 3          | -               | -               | -               | -                  | -                  | -                  | -           | -           | -           | 12     | 3      |        |
| feb.-ago. 2019          | Tacoma Defiance         | USLC                    | 7          | 1          | -               | -               | -               | -                  | -                  | -                  | -           | -           | -           | 7      | 1      |        |
| Totale Tacoma Defiance  | Totale Tacoma Defiance  | Totale Tacoma Defiance  | 31         | 6          |                 | -               | -               |                    | -                  | -                  |             | -           | -           | 31     | 6      |        |
| 2017                    | Seattle Sounders        | MLS                     | 11+1       | 0          | USOC            | 2               | 0               | -                  | -                  | -                  | -           | -           | -           | 14     | 0      |        |
| 2018                    | Seattle Sounders        | MLS                     | 5          | 0          | USOC            | 1               | 0               | CCL                | 4                  | 0                  | -           | -           | -           | 10     | 0      |        |
| feb.-ago. 2019          | Seattle Sounders        | MLS                     | 6          | 0          | USOC            | 1               | 0               | -                  | -                  | -                  | -           | -           | -           | 7      | 0      |        |
| Totale Seattle Sounders | Totale Seattle Sounders | Totale Seattle Sounders | 22+1       | 0          |                 | 4               | 0               |                    | 4                  | 0                  |             | -           | -           | 31     | 0      |        |
| ago.-dic. 2019          | Molde                   | ES                      | 3          | 0          | CN              | -               | -               | UEL                | -                  | -                  | -           | -           | -           | 3      | 0      |        |
| 2020                    | Molde                   | ES                      | 20         | 2          | CN              | 0               | 0               | UCL+UEL            | 3+5                | 0+0                | -           | -           | -           | 28     | 2      |        |
| Totale Molde            | Totale Molde            | Totale Molde            | 23         | 2          |                 | 0               | 0               |                    | 8                  | 0                  |             | -           | -           | 31     | 2      |        |
| gen.-giu. 2021          | Ferencváros             | NB I                    | 12         | 0          | MK              | -               | -               | UCL                | -                  | -                  | -           | -           | -           | 12     | 0      |        |
| 2021-2022               | Ferencváros             | NB I                    | 21         | 0          | MK              | 3               | 0               | UCL+UEL            | 8+4                | 1+0                | -           | -           | -           | 36     | 1      |        |
| 2022-2023               | Ferencváros             | NB I                    | 14         | 0          | MK              | 2               | 0               | UCL+UEL            | 3+9                | 0+0                | -           | -           | -           | 28     | 0      |        |
| 2023-2024               | Ferencváros             | NB I                    | 19         | 1          | MK              | 3               | 0               | UCL+UECL           | 0+4                | 0+0                | -           | -           | -           | 26     | 1      |        |
| Totale Ferencváros      | Totale Ferencváros      | Totale Ferencváros      | 66         | 1          |                 | 8               | 0               |                    | 28                 | 1                  |             | -           | -           | 102    | 2      |        |
| lug.-dic. 2024          | Toronto FC              | MLS                     | 4          | 0          | CC              | 1               | 0               | -                  | -                  | -                  | LC          | 2           | 0           | 7      | 0      |        |
| 2025                    | Toronto FC              | MLS                     | 0          | 0          | CC              | -               | -               | -                  | -                  | -                  | LC          | -           | -           | 0      | 0      |        |
| Totale Toronto FC       | Totale Toronto FC       | Totale Toronto FC       | 4          | 0          |                 | 1               | 0               |                    | -                  | -                  |             | 2           | 0           | 7      | 0      |        |
| Totale carriera         | Totale carriera         | Totale carriera         | 149        | 9          |                 | 14              | 0               |                    | 40                 | 1                  |             | 2           | 0           | 205    | 10     |        |

## Palmarès

### Club

#### Competizioni nazionali
- Campionato norvegese: 1

Molde: 2019
- Campionato ungherese: 4

Ferencváros: 2020-2021, 2021-2022, 2022-2023, 2023-2024
- Coppa d'Ungheria: 1

Ferencváros: 2021-2022